# 父の肖像 (デューラー)
『父の肖像』(ちちのしょうぞう、伊: Ritratto di Albrecht Dürer il Vecchio、英: Portrait of Albrecht Dürer the Elder) は、ドイツ・ルネサンス期の巨匠アルブレヒト・デューラーが1490年に板上に油彩で制作した肖像画である。画家と同名の父親を描いた作品で、元来、母親を描いた『バルバラ・ホルパーの肖像』(ゲルマン国立博物館)、ニュルンベルク) と対をなしていた。作品はフィレンツェのウフィツィ美術館に所蔵されている。
現存するデューラーの絵画の肖像画は30点ほどが知られている。その制作は生涯にわたるが、とりわけ1490年から1500年頃までと、1516年以降の晩年に多くの作例が見られる。本作は画家最初の肖像画で、当時63歳であった画家の父親がモデルである。彼はハンガリー出身 (おそらくドイツ系) の金細工師であったが、ネーデルラント、ドイツを遍歴した後、ニュルンベルクのヒエロニムス・ホルパーの工房に入り、1467年、その娘のバルバラと結婚した。バルバラは後にデューラーの母となった。
本作を描いた1490年に、デューラーは、ニュルンベルクの画家ミヒャエル・ヴォルゲムートの工房での修業を終え、遍歴の旅に出る直前であった。19歳であったデューラーは、この作品を母親の肖像とともに旅に携行したいと思ったのであろう。画面には、デューラーがモデルの性格までも鋭く描写するような、師ヴォルゲムートを上回る技量を身につけていたことがはっきりと示されている。そして、その描写はヴォルゲムートから学んだものというより、デューラーの父親自身の『自画像』の描写につながるものがある。父親の『自画像』は銀筆素描であり、本作は油彩画とはいえ、両作品は緻密で几帳面な描写で共通している。

## 関連作品

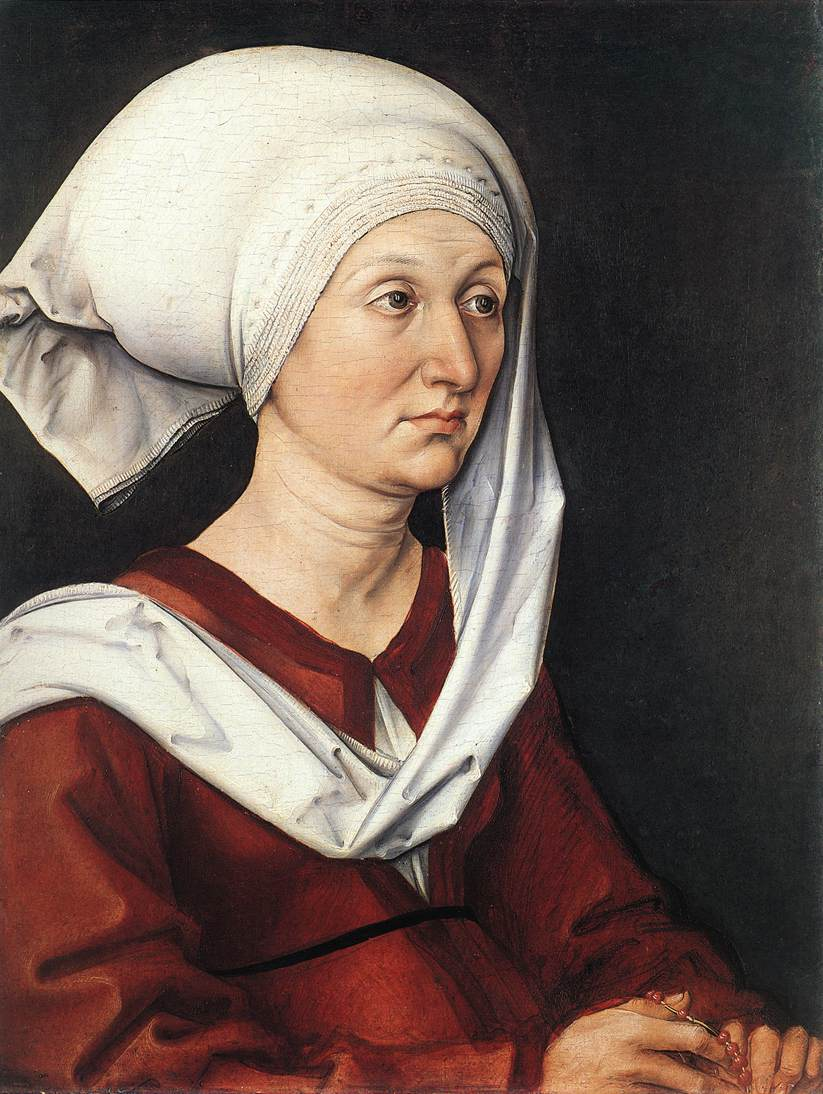
アルブレヒト・デューラー『バルバラ・ホルパーの肖像（フランス語版）』（1490年）ゲルマン国立博物館、ニュルンベルク
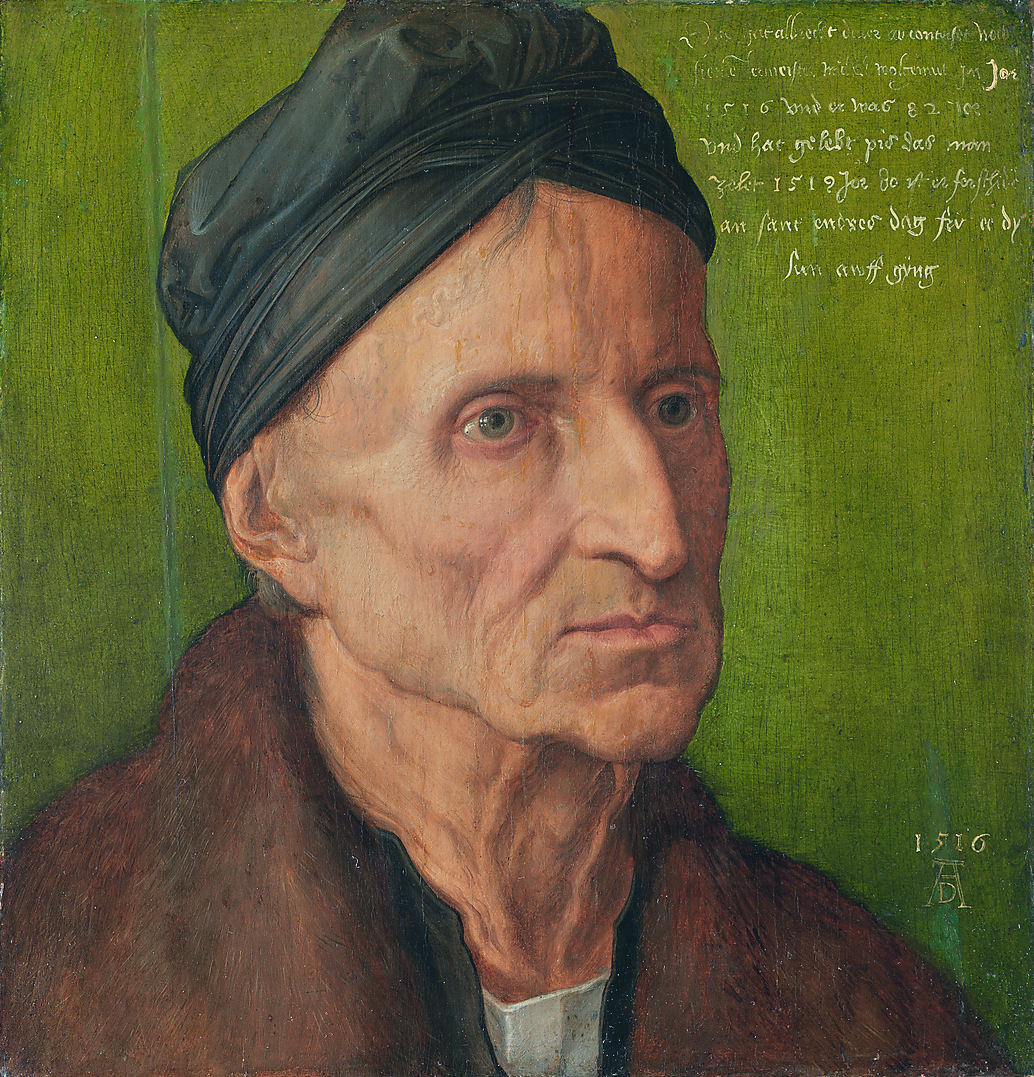
アルブレヒト・デューラー『ミヒャエル・ヴォルゲムートの肖像』（1516年）ゲルマン国立博物館、ニュルンベルク